# Most na otoku Ruskom
Most na otoku Ruskom (rus. Мост на остров Русский) je ovješeni most koji premošćuje tjesnac Istočni Bospor i prometno povezuje Ruski otok s ostatkom Rusije. Najduži je ovješeni most na svijetu s rasponom između nosača od 1104 metara. S nosačima visine 320,9 metara najviši je most na svijetu i ima najduže čelične kabele za držanje mosta. Izgrađen je zbog održavanja Azijsko-pacifičkog ekonomskog samita koji će se održati 2012. u Vladivostoku. Most je dovršen u srpnju 2012., a otvorio ga je ruski premijer Dmitrij Medvjedev.

## Vanjske poveznice
- (engl.) Konstrukcija mosta (slike i informacije)  Arhivirana inačica izvorne stranice od 16. lipnja 2013. (Wayback Machine)
- (engl.)(rus.) Službena stranica izvođača radova

Sestrinski projekti
|  | Zajednički poslužitelj ima još gradiva o temi Most na otoku Ruskom |